# 적도 (영화)
《적도》는 2015년에 개봉한 홍콩의 영화이다.

## 캐스팅
- 지진희 : 최민호 역
- 최시원 : 박우철 역
- 장학우
- 장가휘
- 여문락
- 왕학기
- 장 첸
- 윤진이 : 신미경 역
- 김해숙 : 박영숙 역
- 문영산
- 고미화
- 풍문연
- 주천설
- 박종수
- 윤종원
- 김혜윤 : 박우철의 여동생
- 이태란 : 최민호의 아내, 윤희선 역 (특별출연)